# Elecciones generales de España de 1898
Las Elecciones Generales del 27 de marzo de 1898 en España fueron convocadas en la minoría de edad de Alfonso XIII, siendo regente su madre, María Cristina de Habsburgo-Lorena. Su base legal fue la Constitución española de 1876, vigente hasta 1923, que define la época histórica conocida como Restauración borbónica en España.
Como sucedió en todas las elecciones durante la restauración borbónica en España en estas el resultado estuvo determinado de antemano («encasillado») gracias al sistemático fraude electoral realizado mediante la red caciquil extendida por todo el territorio. En estas elecciones, como en el resto, el gobierno que las convocó las ganó, ya que en el régimen político de la Restauración los gobiernos cambiaban antes de las elecciones y no después como sucedía en los regímenes parlamentarios (no fraudulentos).

## Antecedentes

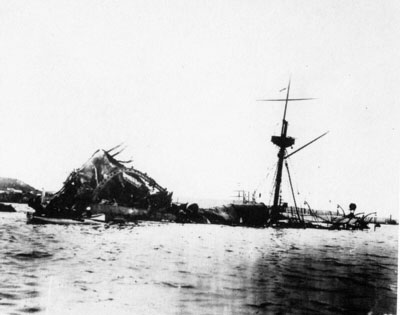
Hundimiento del USS Maine, que daría lugar a la Guerra hispano-estadounidense.

En base al Pacto de El Pardo de 24 de noviembre de 1885, queda instituido el sistema de turnos pacíficos en ejercicio del poder entre liberales y conservadores, que consolidó la Restauración hasta finales del siglo XIX y principios del XX.
El 26 de junio de 1890 el gobierno liberal-fusionista reimplanta oficialmente el sufragio masculino en el sistema electoral.
Cánovas murió asesinado el 8 de agosto de 1897, en el balneario de Santa Águeda, en el municipio de Mondragón, Guipúzcoa, por el anarquista italiano Michele Angiolillo. El gobierno de Marcelo Azcárraga tuvo un carácter transitorio y nuevamente formaban gobierno los liberales dirigidos por Sagasta (4 de octubre de 1897).
El estallido del buque estadounidense Maine el 15 de febrero de 1898, tensó las relaciones entre España y Estados Unidos, y las elecciones se celebraron tan solo un mes antes de estallar la guerra hispano-estadounidense.

## Características
El 4 de marzo de 1898, siguiendo el proceso de normalización conforme a lo pactado entre las principales fuerzas políticas, se procedió a la disolución de las Cámaras y a la convocatoria de elecciones legislativas.
Se desconoce el número de votantes en estas elecciones, todos varones mayores de 25 años de edad (sufragio universal masculino). Se eligieron 401 diputados el día 27 de marzo de 1898.

## Resultados
Se desconocen los datos de la abstención, y, como era costumbre de la época, se presupone una ostensible manipulación, con victoria de los grupos liberales dinásticos, en este caso liberales, obteniendo la necesaria mayoría para el ejercicio del gobierno: 266 escaños. 
| Fracción                     | Diputados |
| ---------------------------- | --------- |
| Liberales y adictos          | 266       |
| Unión Conservadora           | 68        |
| Republicanos                 | 14        |
| Independientes               | 10        |
| Conservadores independientes | 10        |
| Romeristas                   | 6         |
| Tradicionalistas             | 5         |
| No identificados             | 22        |